# Gran Premio de Francia de Motociclismo de 1962
El Gran Premio de Francia de Motociclismo de 1962 fue la segunda prueba de la temporada 1962 del Campeonato Mundial de Motociclismo. El Gran Premio se disputó el 13 de mayo de 1962 en el Circuito Clermont Ferrand.

## Resultados 250cc
Los primeros cuatro clasificados fueron exactamente los mismos que en Gran Premio de España: Jim Redman por delante de Bob McIntyre, Tom Phillis y Dan Shorey. Este triunfo le dio a Redman una gran ventaja en la clasificación de la Copa Mundial y nuevamente resultó que la Honda RC 163 era inmejorable. Los rivales al podio lo hicieron emocionante y terminaron en medio segundo de diferencia, mientras que Shorey (Bultaco TSS 125) se quedó una vuelta doblado.
| Pos. | Piloto               | Moto        | Tiempo       | Pts. |
| ---- | -------------------- | ----------- | ------------ | ---- |
| 1    | Jim Redman           | Honda       | 1h 06' 51" 5 | 8    |
| 2    | Bob McIntyre         | Honda       | +0" 3        | 6    |
| 3    | Tom Phillis          | Honda       | +0" 5        | 4    |
| 4    | Dan Shorey           | Bultaco     | +1 Vuelta    | 3    |
| 5    | Jean-Pierre Beltoise | Moto Morini | +1 Vuelta    | 2    |
| 6    | Benjamin Savoye      | FB Mondial  | +2 Vueltas   | 1    |
| 7    | Siegfried Lohmann    | Adler       | +2 Vueltas   |      |
| 8    | Marcel Toussaint     | Benelli     | +2 Vueltas   |      |
| 9    | René Barone          | Ducati      | +4 Vueltas   |      |
| Ret  | Jean-Claude Serre    | Aermacchi   | Ret          |      |
| Ret  | Ivan Sauter          | Aermacchi   | Ret          |      |
| Ret  | Olof Svensson        | Ducati      | Ret          |      |
| Ret  | Marcellin Herranz    | Moto Morini | Ret          |      |
|      | Fuente:              |             |              |      |

## Resultados 125cc
Nuevamente Kunimitsu Takahashi ganó la carrera de 125cc y Jim Redman terminó segundo. Tommy Robb y Luigi Taveri terminaron en el mismo minuto, pero Ernst Degner llegó con su Suzuki RT 62 3 minutos y medio después del ganador.
| Pos. | Piloto               | Moto        | Tiempo    | Pts. |
| ---- | -------------------- | ----------- | --------- | ---- |
| 1    | Kunimitsu Takahashi  | Honda       | 58' 01" 6 | 8    |
| 2    | Jim Redman           | Honda       | +34" 9    | 6    |
| 3    | Tommy Robb           | Honda       | +41"      | 4    |
| 4    | Luigi Taveri         | Honda       | +41" 3    | 3    |
| 5    | Ernst Degner         | Suzuki      | +3' 34" 8 | 2    |
| 6    | Jorge Kissling       | Bultaco     | +4' 39" 2 | 1    |
| 7    | John Grace           | Bultaco     |           |      |
| 8    | Dan Shorey           | Bultaco     |           |      |
| 9    | Rex Avery            | EMC         |           |      |
| 10   | Olof Svensson        | Ducati      |           |      |
| 11   | Marcellin Herranz    | Moto Morini |           |      |
| 12   | Michel Barone        | MV Agusta   |           |      |
| Ret  | Hans-Georg Anscheidt | Bultaco     | Ret       |      |
| Ret  | Mitsuo Itoh          | Suzuki      | Ret       |      |
| Ret  | Hugh Anderson        | Suzuki      | Ret       |      |
| Ret  | Fran Perris          | Suzuki      | Ret       |      |
| Ret  | Ramón Torras         | Bultaco     | Ret       |      |
| Ret  | Siegfried Lohmann    | Bultaco     | Ret       |      |
| Ret  | Jean Touzalin        | Bultaco     | Ret       |      |
| Ret  | Benjamin Savoye      | Mondial     | Ret       |      |
| Ret  | Lasse Johansson      | Mondial     | Ret       |      |
| Ret  | Manfred Magnus       | Paton       | Ret       |      |
| Ret  | Mike Hailwood        | EMC         | Ret       |      |
| Ret  | Paddy Driver         | EMC         | Ret       |      |
|      | Fuente:              |             |           |      |

## Resultados 50cc
Los técnicos de Honda ordenaron una lista completa de piezas nuevas y parecía que no podían faltar la victoria. Kunimitsu Takahashi tomó la delantera, pero tuvo que esperar a Luigi Taveri, que ya había anotado puntos en España. Eso fue un error, porque el holandés Jan Huberts, que pudo cerrar una brecha de 26 segundos y en la parte montañosa del circuito tomó la delantera y ganó. Se convirtió en el primer holandés en ganar un Gran Premio. Honda, sin embargo, mostró de inmediato lo rápido que Japón pudo implementar nuevos desarrollos. Inmediatamente después de la victoria de Huberts, se hicieron llamadas a Japón para pedir también cajas de cambios de ocho a diez velocidades, que se trasladaron inmediatamente antes del próximo Gran Premio. Suzuki no pudo seguir el ritmo por lo que Seiichi Suzuki y Mitsuo Itoh cruzaron la línea de meta incluso antes que Ernst Degner.
| Pos. | Piloto               | Moto     | Tiempo    | Pts. |
| ---- | -------------------- | -------- | --------- | ---- |
| 1    | Jan Huberts          | Kreidler | 39' 56" 8 | 8    |
| 2    | Kunimitsu Takahashi  | Honda    | +2" 2     | 6    |
| 3    | Luigi Taveri         | Honda    | +2" 6     | 4    |
| 4    | Tommy Robb           | Honda    | +5" 6     | 3    |
| 5    | Seiichi Suzuki       | Suzuki   | +1' 03" 1 | 2    |
| 6    | Mitsuo Itoh          | Suzuki   | +1' 07" 2 | 1    |
| 7    | Ernst Degner         | Suzuki   | +1' 37" 4 |      |
| 8    | Wolfgang Gedlich     | Kreidler | +2' 01" 9 |      |
| 9    | Rajko Piciga         | Tomos    | +3' 18" 9 |      |
| 10   | Jacques Roca         | Derbi    | +5' 36" 9 |      |
| 11   | Georges Chapelle     | Ducson   | +1 Vuelta |      |
| 12   | Mike Simmonds        | Tohatsu  | +1 Vuelta |      |
| 13   | John Simmonds        | Tohatsu  | +1 Vuelta |      |
| 14   | Robert Chauderlot    | Kreidler | +1 Vuelta |      |
| 15   | Jean-Claude Serre    | Itom     | +1 Vuelta |      |
| 16   | Jean-Claude Cachou   | Itom     | +1 Vuelta |      |
| 17   | Gilberto Parlotti    | Tomos    | +1 Vuelta |      |
| 18   | José María Busquets  | Derbi    | +1 Vuelta |      |
| 19   | Raoul Ciffreo        | Itom     | +1 Vuelta |      |
| Ret  | Heinrich Rosenbush   | Tomos    | Ret       |      |
| Ret  | Hans-Georg Anscheidt | Kreidler | Ret       |      |
| Ret  | Fernand Bustin       | Itom     | Ret       |      |
| Ret  | Fernand Bustin       | Itom     | Ret       |      |
| Ret  | Jacques Gaida        | -        | Ret       |      |
| Ret  | Pierre Ladet         | -        | Ret       |      |
| Ret  | Shimazaki Sadao      | Honda    | Ret       |      |
| Ret  | Tom Phillis          | Honda    | Ret       |      |
| Ret  | Gérard Brulbault     | Ducson   | Ret       |      |
| Ret  | José Ascensio        | Derbi    | Ret       |      |
| Ret  | Jean-Pierre Beltoise | Itom     | Ret       |      |
| Ret  | Michio Ichino        | Suzuki   | Ret       |      |
| Ret  | Raphaël Orinel       | Demm     | Ret       |      |